# Тиздар
Тиздар — гора высотой 74,7 м (по состоянию на 1979 год), расположенная на побережье Азовского моря в 1,5 км северо-западнее посёлка За Родину Темрюкского района Краснодарского края. Главная вершина Голубицкой гряды. Представляет собой прекративший деятельность грязевой вулкан.

## Этимология
А. В. Твёрдый усматривает в названии горы тюркские корни, содержащие значение «ряд обрывов» и объясняет это название пересечённым характером местности.
По мнению краеведа В. А. Валиева, название горы переводится с турецкого языка как «начальник, главный».

## Грязевой вулкан Тиздар

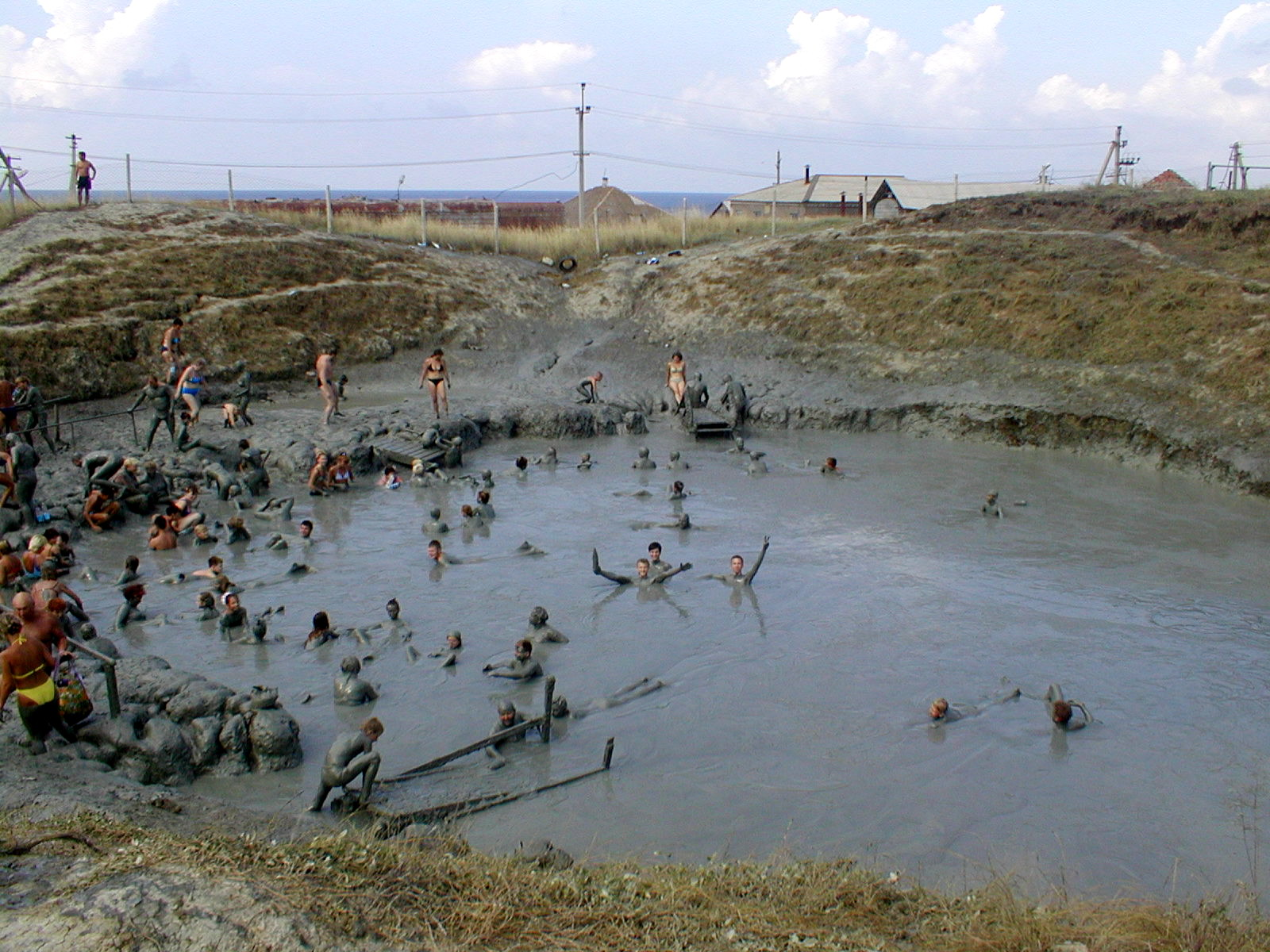
Грязевой вулкан Тиздар (Азовская сопка), 2002 год

В километре к востоку от горы, в урочище Синяя Балка, располагается действующий грязевой вулкан. Его первоначальное название — Азовская сопка, но при взрывном извержении 1919 года вулкан утратил конус и в настоящее время более известен под названиями Тиздар и Синяя Балка. Эксплуатируется как бальнеологический (грязелечебный) курорт.

## Палеонтологические местонахождения
В береговых обрывах в 200 метрах к востоку от устья Синей балки, по соседству со стоянкой древних людей Кермек времён раннего палеолита, располагаются палеонтологические местонахождения «Тиздар 1» (зона MQR11) и «Тиздар 2» (зона MQR10), относящиеся к доолдувайскому времени. Они коррелируют с ранней частью псекупского фаунистического комплекса.